# 莫斯科夫斯科耶 (沙赫乔尔斯克市议会)
莫斯科夫斯科耶（俄语：Московское），乌克兰当局称库利基夫斯凯（烏克蘭語：Куликівське），法理上是烏克蘭東部頓涅茨克州霍尔利夫卡区沙赫塔尔斯克市镇的鎮，事实上是俄罗斯联邦顿涅茨克人民共和国沙赫乔尔斯克区下辖的市级镇。該鎮距離首府頓涅茨克55公里，海拔高度269米，2011年人口696。
2024年9月19日乌克兰最高拉达将此镇名从莫斯科夫斯凯改为库利基夫斯凯。